# Günter Reißmann (Designer)
Günter Reißmann (auch Günther Reißmann) (* 2. Februar 1931 in Naumburg) ist ein deutscher Industriedesigner.

## Leben und Werk
Reißmanns Vater war Goldschmied. Reißmann machte 1949 das Abitur und absolvierte von 1950 bis 1952 eine Lehre als Silberschmied. Von 1952 bis 1957 studierte er bei Karl Müller Metallgestaltung am Institut für künstlerische Werkgestaltung Halle, Burg Giebichenstein. Nach dem Abschluss als Kunsthandwerker für Metall hatte er dort bis 1959 eine Aspirantur, die er mit dem Diplom als Formgestalter abschloss. Dafür entwarf und fertigte er aus Edelstahl Küchengeschirr und Besteck und aus Blech eine Büste Müllers.
Nach dem Studienabschluss gründete Reißmann mit weiteren Absolventen am Sitz der Schule das Institut für Entwurf und Entwicklung, unter dessen Dach sie insbesondere Aufträge für Industriebetriebe bearbeiteten. Dort arbeitete Reißmann u. a. mit Heinz Barth, Horst Giese, Manfred Heintze, Albert Krause und Martin Kelm zusammen. Gemeinsam beschäftigten sie sich u. a. mit Designarbeiten für Konsumgüter aus Plasten. Reißmann machte in dieser Zeit Design-Auftragsarbeiten u. a. für Menübestecks und Zubehör des VEB Vereinigte Werkzeug- und Besteckfabriken Schmalkalden und für Maschinen, technische Anlagen und Geräte der volkseigenen Betriebe Maschinenfabrik Halle (MAFA), Schwermaschinenbau NOBAS Nordhausen, Spezialnähmaschinenwerk Limbach-Oberfrohna, Motorradwerk Zschopau und für das Zentralinstitut für Schweißtechnik Halle.
Von 1964 bis 1972 war Reissmann in Berlin Wissenschaftlicher Mitarbeiter am Zentralinstitut für Gestaltung. Danach hatte er dort bzw. an dem daraus hervorgegangenen Amt für industrielle Formgestaltung bis 1990 leitende Funktionen, u. a. ab 1965 als Abteilungsleiter für Forschung und Entwicklung und als stellvertretender Institutsleiter. Er war Mitglied des Redaktionskollegiums der Fachzeitschrift Form + Zweck und bis 1990 Mitglied des Verband Bildender Künstler der DDR.

## Ehrungen (unvollständig)
- 1962 und 1964: Goldmedaille für hervorragende Formgebung des Ministeriums für Kultur
- 1981: Designpreis der DDR (im Kollektiv)

## Von Reißmann designete oder re-designete Maschinen, technische Anlagen und Geräte (Auswahl)
- Schneidemühle (um 1963; Produktion durch VEB Maschinenfabrik Halle Halle)
- Industrienähmaschine (um 1963; Produktion durch VEB Spezialnähmaschinenwerk Limbach-Oberfrohna)
- Schweißautomat (1964, Produktion durch Zentralinstitut für Schweißtechnik Halle)
- Universalbagger UB 60 (1965, Nobas)
- Motorrad MZ ETS 250 Trophy Sport (1966, Motorradwerk Zschopau; mit Horst Giese)[1]